# لیک‌لوررین (فلوریدا)
لیک‌لوررین (به انگلیسی: Lake Lorraine) یک منطقهٔ مسکونی در ایالات متحده آمریکا است که در شهرستان اوکالوسا، فلوریدا واقع شده‌است. لیک‌لوررین ۶٫۱ کیلومتر مربع مساحت و ۷٬۱۰۶ نفر جمعیت دارد و ۸ متر بالاتر از سطح دریا واقع شده‌است.